# Justizamt Berka an der Ilm
Das Justizamt Berka an der Ilm war ein von 1850 bis 1878 bestehendes erstinstanzliches Gericht des Großherzogtums Sachsen-Weimar-Eisenach mit Sitz im heutigen Bad Berka.

## Geschichte
Im Zuge der 1850 im Großherzogtum Sachsen-Weimar-Eisenach erfolgten Trennung von Justiz und Verwaltung sowie der Abschaffung der Patrimonialgerichte kam es zur Errichtung des Justizamtes Berka an der Ilm, dessen Bezirk aus den Orten Berka an der Ilm, Bergern, Buchfart, Eichelborn, Gutendorf, Hayn, Hetschburg, Hohenfelden, Klettbach, Meckfeld, München, Nauendorf, Obernissa, Rohda, Saalborn, Schellroda, Schoppendorf, Tannroda mit Böttelborn und Kottendorf, Tiefengruben, Tonndorf und Troistedt gebildet wurde.
Am 30. Juni 1878 wurde das Justizamt Berka aufgehoben und aus seinem Bezirk
- die Gemeindebezirke Berka a./I. (mit München), Buchfart, Hetschburg, Hohenfelden, Nauendorf, Saalborn, Tannroda (mit Böttelborn und Kottendorf), Tiefengruben und Tonndorf dem Bezirk des Justizamts Blankenhain,
- die Gemeindebezirke Eichelborn, Hayn, Klettbach, Meckfeld, Obernissa, Rohda und Schellroda dem Bezirk des Justizamts Vieselbach,
- die Gemeindebezirke Bergern, Gutendorf, Schoppendorf und Troistedt dem Bezirk des Justizamts Weimar zugeteilt.[4]